# Reial Federació Gallega de Futbol
La Reial Federació Gallega de Futbol (FGF, en gallec: Real Federación Galega de Fútbol) és l'organisme rector del futbol a Galícia. Es va fundar el 1909 i té la seu a la Corunya.
La FGF organitza el grup I de la Tercera Divisió, amb l'ajuda de la Reial Federació Espanyola de Futbol (RFEF). Organitza també les diferents competicions de les categories inferiors.

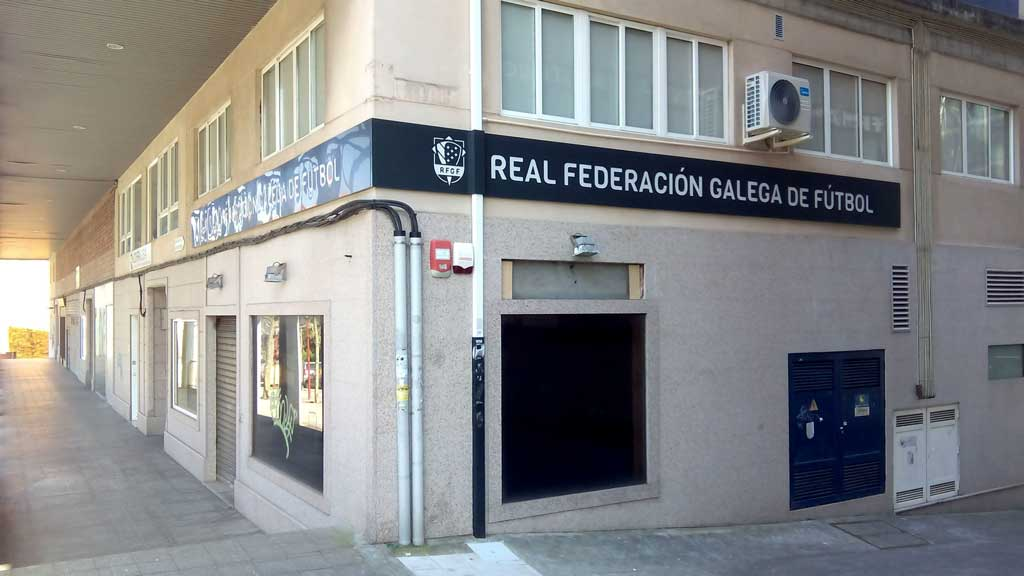
Delegació RFGF a Ferrol.

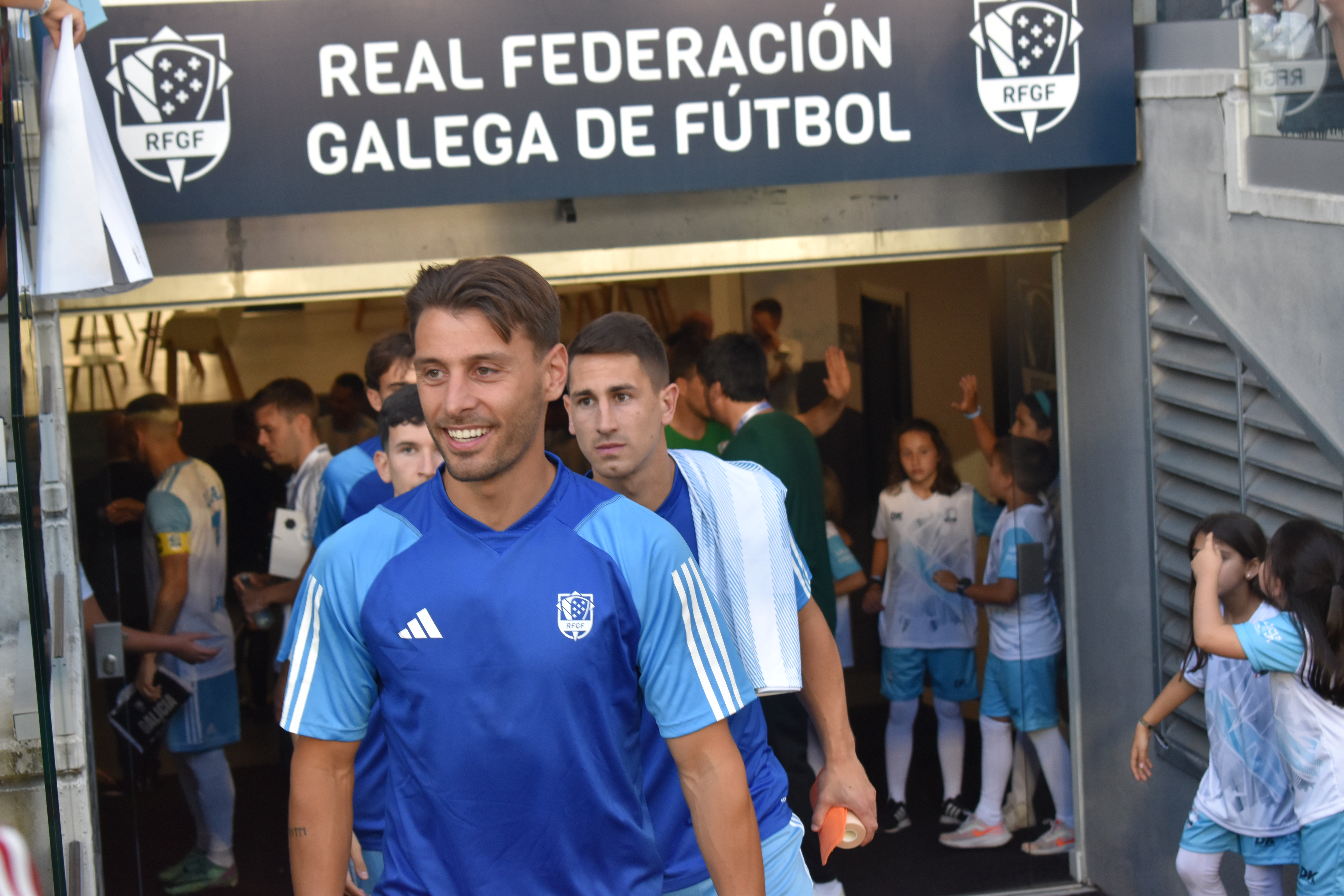
Imatge del partit Galícia-Panamà de 2024.

## Competicions
La FGF organitza les següents competicions:
- Tercera Divisió Grup 1
- Preferent Autonòmica
- Primera Autonòmica
- Segona Autonòmica
- Tercera Autonòmica
- Fase gallega de la Copa RFEF

A més, antigament també va organitzar les següents competicions:
- Campionat de Galícia (1913-1940)
- Copa Galícia (1936-1989)
- Copa Federació Gallega de Futbol (1947)
- Copa Galiza (2008-2009)
- Campionat Gallec d'Aficionats (1931-1987)

## Presidents
- 1909-1910: Manuel Bárcena de Andrés Franco[1]
- 1910-1913: Antonio Conde Castilla[1]
- 1913-1916: Manuel Hidalgo[1]
- 1916-1917: José Sobrino Gómez[1]
- 1917-1918: Luis Miranda[1]
- 1919-1919: Enrique Alcaraz[1]
- 1919-1920: Matías González Rodríguez[1]
- 1920-1921: Basilio Poncet Sánchez[1]
- 1921-1921: Enrique Bantle[1]
- 1921-1922: José Lago Goberna[1]
- 1922-1922: Manuel de Castro González[1]
- 1922-1923: Camilo Bernárdez[1]
- 1923-1924: Basilio Poncet Sánchez[1]
- 1924-1925: Manuel Garabatos[1]
- 1925-1926: Francisco Bustelo[1]
- 1926-1927: Ricardo Mella Serrano[1]
- 1927-1928: Federico Fernández Sar[1]
- 1928-1929: Juan Baliño Ledo[1]
- 1929-1931: José Grobas Lago[1]
- 1931-1932: Ubaldo Landín del Valle[1]
- 1932-1933: Arturo Carrillo[1]
- 1933-1935: Manuel Domínguez[1]
- 1935-1941: Cesáreo González Rodríguez[1]
- 1941-1959: Federico Fernández Sar[1]
- 1959-1975: Cristino Álvarez Hernández[1]
- 1975-1988: Alejandro Guillén Mandriñán[1]
- 1988-1992: Basilio Caramés Mato[1]
- 1992-2007: Julio Meana Álvarez[1]
- 2007-2010: Carlos Meana Pereiro[2]
- 2010-2011: Julio Meana Álvarez[3]
- 2011-2014: José García Liñares[4]
- 2014-2025: Rafael Louzán Abal[5]
- 2025-act.: Pablo Prieto